# مورا هارتي
مورا هارتي (بالإنجليزية: Maura Harty)‏ هي دبلوماسية أمريكية، ولدت في 1959.